# Френчвілл (Мен)
Френчвілл (англ. Frenchville) — місто (англ. town) в США, в окрузі Арустук штату Мен. Населення — 1052 особи (2020).

### Клімат
| Клімат : Френчвілл      | Клімат : Френчвілл | Клімат : Френчвілл | Клімат : Френчвілл | Клімат : Френчвілл | Клімат : Френчвілл | Клімат : Френчвілл | Клімат : Френчвілл | Клімат : Френчвілл | Клімат : Френчвілл | Клімат : Френчвілл | Клімат : Френчвілл | Клімат : Френчвілл | Клімат : Френчвілл |
| Показник                | Січ.               | Лют.               | Бер.               | Квіт.              | Трав.              | Черв.              | Лип.               | Серп.              | Вер.               | Жовт.              | Лист.              | Груд.              | Рік                |
| Абсолютний максимум, °C | 13,9               | 15,0               | 25,0               | 28,3               | 33,3               | 35,0               | 35,6               | 36,1               | 32,8               | 28,3               | 22,8               | 15,6               | 36,1               |
| Середній максимум, °C   | −7,2               | −4,4               | 0,6                | 8,3                | 16,1               | 21,7               | 23,9               | 23,3               | 18,3               | 11,1               | 3,3                | −3,9               | 9,3                |
| Середня температура, °C | −13,9              | −11,7              | −6,1               | 2,8                | 9,4                | 15,0               | 17,8               | 17,2               | 12,2               | 5,6                | −1,1               | −8,9               | 3,3                |
| Середній мінімум, °C    | −20,6              | −19,4              | −12,8              | −3,3               | 2,8                | 8,3                | 11,7               | 10,6               | 5,6                | −0,6               | −5,6               | −14,4              | −3,1               |
| Норма опадів, мм        | 64                 | 51                 | 58                 | 74                 | 84                 | 99                 | 112                | 99                 | 97                 | 97                 | 84                 | 76                 | 995                |
| ----------------------- | ------------------ | ------------------ | ------------------ | ------------------ | ------------------ | ------------------ | ------------------ | ------------------ | ------------------ | ------------------ | ------------------ | ------------------ | ------------------ |
| Джерело:                |                    |                    |                    |                    |                    |                    |                    |                    |                    |                    |                    |                    |                    |

## Демографія
Згідно з переписом 2010 року, у місті мешкало 1087 осіб у 459 домогосподарствах у складі 346 родин. Було 514 помешкання
Расовий склад населення:
| - 98,4 % — білих - 0,2 % — корінних американців |

До двох чи більше рас належало 1,2 %. Частка іспаномовних становила 0,8 % від усіх жителів.
За віковим діапазоном населення розподілялося таким чином: 20,0 % — особи молодші 18 років, 62,5 % — особи у віці 18—64 років, 17,5 % — особи у віці 65 років та старші. Медіана віку мешканця становила 47,0 року. На 100 осіб жіночої статі у місті припадало 104,3 чоловіків;  на 100 жінок у віці від 18 років та старших — 102,3 чоловіків також старших 18 років.
Середній дохід на одне домашнє господарство  становив 55 803 долари США (медіана — 48 611), а середній дохід на одну сім'ю — 65 218 доларів (медіана — 62 794). Медіана доходів становила 52 115 доларів для чоловіків та 28 125 доларів для жінок. За межею бідності перебувало 14,5 % осіб, у тому числі 19,7 % дітей у віці до 18 років та 7,1 % осіб у віці 65 років та старших.
Цивільне працевлаштоване населення становило 383 особи. Основні галузі зайнятості: освіта, охорона здоров'я та соціальна допомога — 24,5 %, виробництво — 18,8 %, фінанси, страхування та нерухомість — 11,2 %, сільське господарство, лісництво, риболовля — 9,7 %.